# (410475) Robertschulz
(410475) Robertschulz est un astéroïde de la ceinture principale.

## Description
(410475) Robertschulz est un astéroïde de la ceinture principale. Il fut découvert le 24 février 2008 à Gaisberg par Richard Gierlinger. Il présente une orbite caractérisée par un demi-grand axe de 2,68 UA, une excentricité de 0,08 et une inclinaison de 4,1° par rapport à l'écliptique.

## Compléments